# Samiska köket

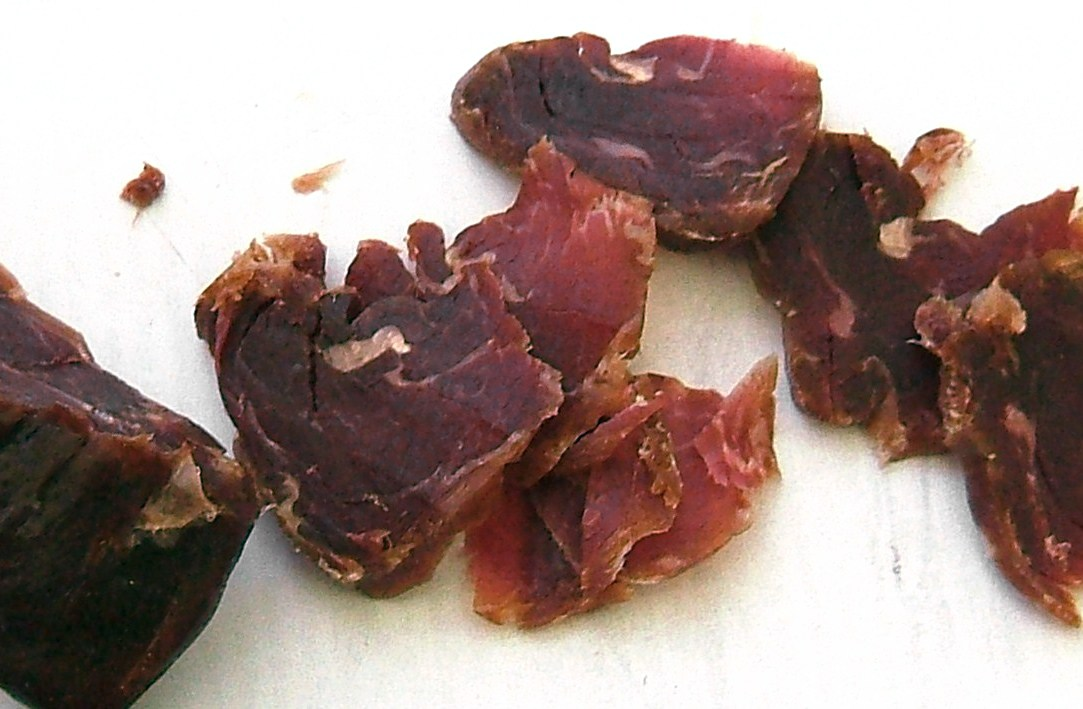
Torkat renkött

Det samiska köket är den traditionella matkultur som är en del av den samiska kulturen, och som har sina egna karaktärsdrag. Det samiska köket baserad på lokala livsmedel som fisk, vilt, renkött och bär. På grund av klimatet var jordbruksprodukter ovanliga, till skillnad från andra delar av Sverige, Norge och Finland. Man har därför sedan långt tillbaka köpt mjöl och även salt utifrån.
Bär har varit viktig mat, då andra sorters grönsaker inte fanns under de långa vintrarna. Nuförtiden är bären ofta ingredienser i såser och desserter. Hjortron är högt skattade.
Rökning och torkning har varit vanliga metoder för att konservera kött och fisk.